# Stig Håkansson
Stig Håkansson (ur. 19 października 1918, zm. 7 sierpnia 2000) – szwedzki lekkoatleta, sprinter i skoczek w dal, mistrz Europy z 1946.
Zwyciężył w sztafecie 4 × 100 metrów na mistrzostwach Europy w 1946 w Oslo. Sztafeta szwedzka biegła w zestawieniu: Stig Danielsson, Inge Nilsson, Olle Laessker i Håkansson. Håkansson na tych mistrzostwach zajął również 5. miejsca w biegu na 100 metrów oraz w skoku w dal.
Był mistrzem Szwecji w biegu na 100 metrów w 1944 i 1946, w sztafecie 4 × 100 metrów w 1945 oraz w skoku w dal w 1939, 1944 i 1945, a także wicemistrzem w biegu na 100 metrów w 1940 i 1945 oraz w skoku w dal w 1940.
Jego rekord życiowy w biegu na 100 metrów wynosił 10,6 s (1 października 1944 w Karlstad), w biegu na 200 metrów 21,9 s (17 września 1944 w Göteborgu), a w skoku w dal 7,50 m (8 października 1944 w Sigtuna).